# Městský fotbalový stadion Srbská

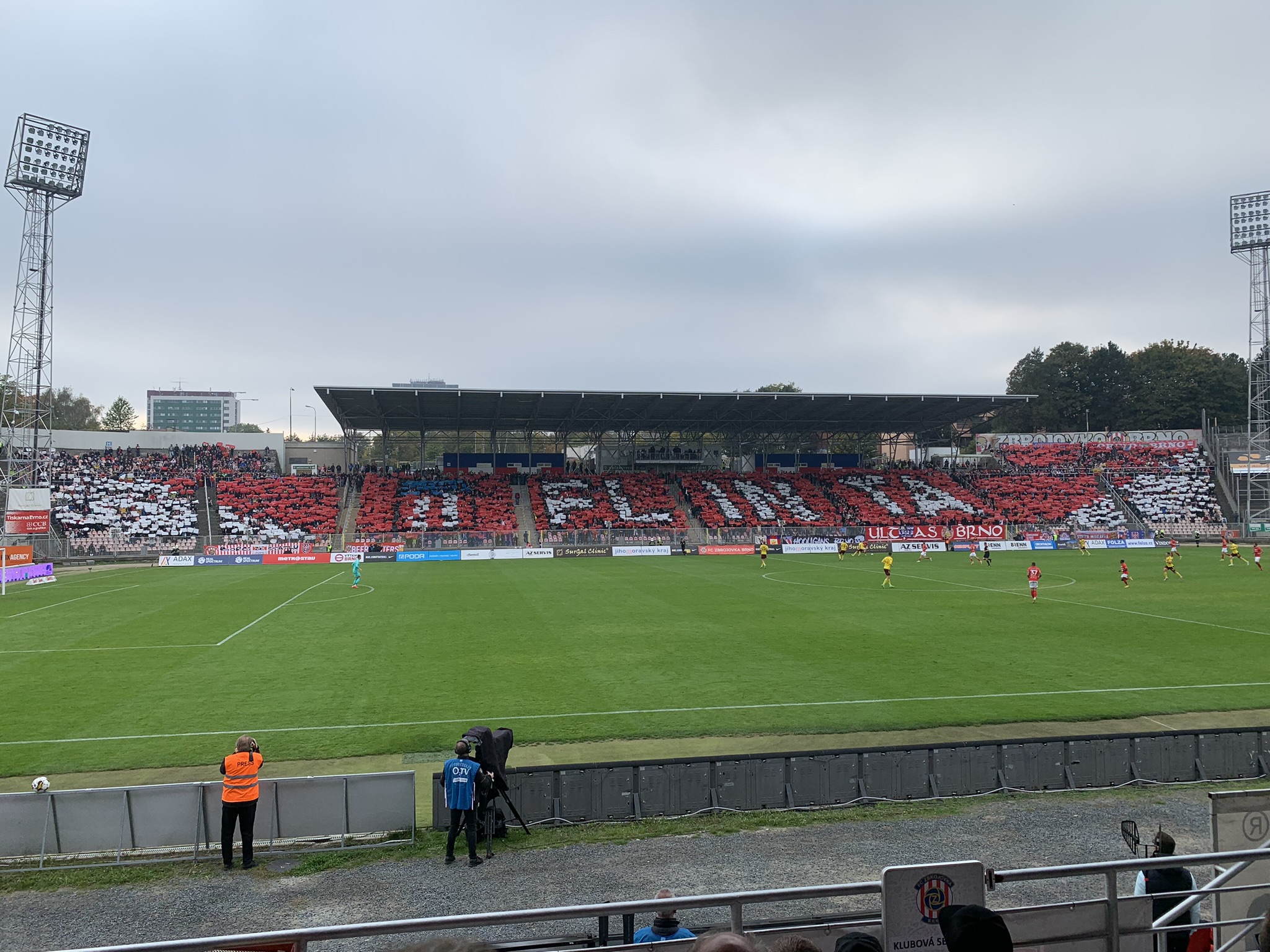
Pohled na západní tribunu stadionu

Městský fotbalový stadion Srbská (od sezóny 2025/2026 oficiálně ShipEx Aréna) je stadion v Králově Poli v Brně. Od roku 2001 je využíván klubem FC Zbrojovka Brno, který se sem přestěhoval ze stadionu Za Lužánkami. Od sezóny 2025/2026 se stadion stal domácím hřištěm také pro klub SK Artis Brno.

## Historie
Počátky sportu v místech bývalé cihelny u ulice Srbské jsou spojeny s klubem Viktoria Královo Pole, který zde měl fotbalové hřiště. Po okupaci v roce 1939 dostala Moravská Slavia ze sportovního areálu v Pisárkách výpověď, jako náhradu získala pozemek v královopolské cihelně a 100 000 korun na výstavbu sportoviště. Sem se přestěhovala a vybudovala hřiště, které bylo otevřeno v roce 1941. Sportoviště mělo běžeckou dráhou (400 m) a travnaté hřiště (v provozu od 1942). Klub na atletice míval i návštěvy převyšující 10 000 diváků.

### Královopolská strojírna Brno / LeRK Brno
Po druhé světové válce na přelomu 40. a 50. let 20. století bylo toto sportoviště přestavěno na stadion, který byl otevřen v roce 1949 (s kapacitou 30 000 míst). Moravská Slavia zanikla tentýž rok sloučením do klubu KPS Brno, který poté na stadionu působil až do roku 1995. V první lize zde odehrál pouze sezónu 1961/62, v dalších sezónách se mu udržet na nejvyšším patře soutěží nepodařilo.
Uskutečňovaly se zde také další sportovní akce. V roce 1952 se tu konalo finále atletické ligy, v dalších letech se tu jezdila plochá dráha, konaly se zde koňské dostihy a každých pět let stadion sloužil k hromadným vystoupením městské spartakiády. V roce 1975 byl sportovní areál rozšířen o blízkou víceúčelovou sportovní halu.

### Zeman Brno
Po přesunu FC LeRK Brno do Prostějova v roce 1995 stadión koupil brněnský podnikatel Pavel Zeman, který s fotbalem začínal se svým klubem FC Zeman Brno v Ivanovicích. Hrál však nejnižší župní soutěž a tak své mužstvo přestěhoval nejprve do Šlapanic. Až po udržení divize přemístil pro nový ročník fotbalových soutěží svůj tým do Králova Pole na Srbskou.

### Zbrojovka Brno
Stadion později získala do svého vlastnictví společnost DS Leasing, která se zde rozhodla vybudovat baseballový stánek (nakonec jej postavila v Komárově). Když se však stadion za Lužánkami dostával do stále horšího stavu, město Brno stadion od společnosti DS Leasing odkoupilo a v roce 2001 zahájilo jeho velkou rekonstrukci bezprostředně před plánovaným nastěhováním FC Stavo Artikel Brno. Tato komplexní rekonstrukce vyšla město Brno na 110 milionů korun. Celková kapacita stadionu po rekonstrukci byla 12 550 míst, z toho 1 550 krytých míst k sezení, 6 400 nekrytých míst k sezení, 4 000 míst na stání a 600 míst na stání pro fanoušky hostí. Dalších 50 míst bylo vyhrazeno pro novináře.
Na podzim roku 2015 započaly práce na novém zastřešení západní (protilehlé) tribuny. Cena této rekonstrukce se blížila 15 miliónům korun. V roce 2023 měl stadion kapacitu 10 200 míst.

### Azyl projiné týmy
V sezóně 2003/04 zde odehrál své domácí zápasy 1. a 3. ligového kola tým 1. FC Synot, neboť jeho stadion Širůch již neodpovídal ligovým regulím a stadion Stonky ještě stále procházel přestavbou. Zajímavostí bylo, že zápas 2. ligového kola mu los přisoudil zápas na stadionu 1. FC Brna, takže hrál na Srbské třikrát za sebou, než přešel do azylu v Drnovicích.
V sezóně 2013/14 zde hrál své všechny domácí zápasy (až na 30. kolo kvůli termínové kolizi se Zbrojovkou) nováček Gambrinus ligy, tým 1. SC Znojmo, neboť nestihl nechat zrekonstruovat svůj domácí stadion v Husových sadech podle ligových regulí.
V sezóně 2018/19 zde hrál své domácí zápasy až do 11. ligového kola nováček Fortuna:ligy, tým SFC Opava, neboť na jeho stadionu v Městských sadech probíhala instalace vyhřívaného trávníku.

## Historické názvy
Stadion na Srbské nesl název podle sponzora WEDOS Arena mezi lety 2020 a 2021. Před začátkem sezóny 2022/23 se stala novým titulárním partnerem stadionu investiční společnost ADAX Invest a název se tak změnil na ADAX Invest Arena. Od sezony 2025/2026 nese stadion název ShipEx Aréna podle brněnské společnosti ShipEx, která se specializuje na doručování zásilek. Partnerství bylo sjednáno s městskou společností Starez-sport, která stadion od července 2025 začala nově spravovat.

## Plánované rekonstrukce
V létě roku 2020 byly vedením fotbalové Zbrojovky představeny plány na rekonstrukci stadionu, kdy kapacita měla být navýšena pro 20 tisíc diváků a stadion měl spadat do kategorie 4 podle UEFA. Celý projekt měl vyjít na 650 až 700 milionů korun a stavební práce měly začít ve druhém pololetí roku 2021. Jenže v říjnu téhož roku byl projekt zamítnut kvůli nelibosti místních obyvatel žijících poblíž stadionu. Projekt byl kritizován i ze strany magistrátu města Brna, jelikož město nebylo dostatečně informováno a veškeré přípravy zrušilo.
Na konci roku 2023 byl magistrátem města Brna předložen plán na nutné opravy stadionu, které se mají pohybovat v cenovém rozpětí mezi 80 až 90 miliony korun bez DPH. Má dojít ke kompletní rekonstrukci trávníku a jeho infrastruktury, rozšíření zastřešení západní tribuny spolu se sektorem hostí, instalaci nového umělého osvětlení, výměně sedaček na hlavní tribuně a k demolici sektorů T, U, V, na jejichž míst má vzniknout další vjezd z ulice Srbské. Práce mají trvat až do roku 2026 s rozdělením do několika etap.
V prosinci 2024 zrušilo město Brno už podruhé tendr na rekonstrukci stadionu, neboť stejně jako v květnu 2024 se hlásila jen jedna firma a opět nabídla příliš vysokou částku. Radní proto měli v plánu rozdělit zakázku na několik menších, aby se zvýšila konkurence přihlášených firem.

## Reprezentační utkání

### Československo
| Utkání č. | Datum      | Domácí | Hosté  | Výsledek  | Počet diváků | Poznámky               |
| --------- | ---------- | ------ | ------ | --------- | ------------ | ---------------------- |
| 212       | 18.10.1959 | ČSR    | Dánsko | 5:1 (1:1) | 30 000       | Kvalifikace na ME 1960 |

### Česká fotbalová reprezentace do 21 let
| Datum      | Domácí | Hosté     | Výsledek  | Počet diváků | Poznámky                   |
| ---------- | ------ | --------- | --------- | ------------ | -------------------------- |
| 21.8. 2002 | Česko  | Slovensko | 1:1 (1:0) | 1 263        | Přátelské utkání           |
| 13.6. 2022 | Česko  | Andorra   | 7:0 (6:0) | 1 679        | Kvalifikace na ME U21 2023 |

Zdroj:

## Návštěvnost ligových utkání na stadioně[19][20]

### Statistika návštěvnosti v jednotlivých sezónách
| Sezóna            | Průměrná | Nejvyšší | Celková   |
| ----------------- | -------- | -------- | --------- |
| 1992/93 *)        | 19 285   | 19 285   | 19 285    |
| 2001/02 **)       | 4 804    | 9 200    | 48 042    |
| 2002/03           | 3 191    | 8 050    | 47 862    |
| 2003/04           | 4 769    | 9 945    | 71 531    |
| 2004/05           | 2 887    | 5 312    | 43 307    |
| 2005/06           | 2 751    | 4 525    | 41 263    |
| 2006/07           | 4 723    | 7 215    | 70 846    |
| 2007/08           | 4 968    | 9 550    | 74 520    |
| 2008/09           | 3 942    | 8 550    | 57 625    |
| 2009/10           | 3 648    | 8 257    | 54 725    |
| 2010/11           | 2 475    | 5 284    | 37 120    |
| 2011/12 (2. liga) | 2 041    | 3 383    | 30 616    |
| 2012/13           | 4 458    | 8 082    | 66 862    |
| 2013/14           | 4 176    | 9 613    | 62 642    |
| 2014/15           | 4 323    | 8 262    | 64 850    |
| 2015/16           | 4 797    | 10 200   | 71 969    |
| 2016/17           | 4 570    | 9 223    | 68 552    |
| 2017/18           | 4 335    | 8 026    | 65 021    |
| 2020/21 ***)      | 2 030    | 4 187    | 12 179    |
| 2022/23           | 5 778    | 10 200   | 98 227    |
| Celkem od 1993    | 4 329    | 19 285   | 1 107 044 |

*) v této sezóně zde byl odehrán zápas z důvodu zalužáneckého koncertu skupiny Metallica (23. 5. 1993 se Spartou)
**) tuto sezónu bylo odehráno 10 domácích prvoligových zápasů (6. - 15. v pořadí)
***) sezónu postihla pandemie covidu-19 a počet diváků na stadionu byl omezen
Kromě ligových zápasů se 30. 7. 2003 odehrál 1. zápas semifinále Poháru Intertoto se španělským Villarrealem. Tenkrát bylo na utkání přítomno 10 506 diváků.

### Návštěvnosti nad 7000 diváků od 1993
| 1.  | 19 285 | 23. 05. 1993 | Boby Brno - Sparta 1:5 *)        |
| 2.  | 10 200 | 11. 05. 2016 | FC Zbrojovka Brno - Sparta 1:0   |
| 3.  | 10 200 | 28. 08. 2022 | FC Zbrojovka Brno - Slavia 0:4   |
| 4.  | 9 945  | 22. 09. 2003 | 1. FC Brno - Ostrava 0:0         |
| 5.  | 9 695  | 17. 08. 2003 | 1. FC Brno - Žižkov 2:1          |
| 6.  | 9 613  | 04. 08. 2013 | FC Zbrojovka Brno - Sparta 1:3   |
| 7.  | 9 588  | 08. 10. 2022 | FC Zbrojovka Brno - Sparta 0:4   |
| 8.  | 9 550  | 28. 04. 2008 | 1. FC Brno - Ostrava 0:0         |
| 9.  | 9 223  | 02. 10. 2016 | FC Zbrojovka Brno - Sparta 3:3   |
| 10. | 9 200  | 14. 10. 2001 | FC SA Brno - Bohemians 0:3 **)   |
| 11. | 8 818  | 19. 10. 2016 | FC Zbrojovka Brno - Slavia 1:4   |
| 12. | 8 550  | 14. 09. 2008 | 1. FC Brno - Sparta 0:2          |
| 13. | 8 523  | 29. 05. 2019 | FC Zbrojovka Brno - Příbram 3:3  |
| 14. | 8 262  | 18. 10. 2014 | FC Zbrojovka Brno - Sparta 1:3   |
| 15. | 8 257  | 21. 09. 2009 | 1. FC Brno - Sparta 1:1          |
| 16. | 8 230  | 09. 03. 2008 | 1. FC Brno - Olomouc 1:0         |
| 17. | 8 122  | 14. 09. 2019 | FC Zbrojovka Brno - Líšeň 2:0    |
| 18. | 8 082  | 22. 05. 2013 | FC Zbrojovka Brno - Sparta 3:2   |
| 19. | 8 050  | 16. 03. 2003 | 1. FC Brno - Olomouc 0:0         |
| 20. | 8 050  | 25. 10. 2015 | FC Zbrojovka Brno - Plzeň 1:0    |
| 21. | 8 026  | 28. 07. 2017 | FC Zbrojovka Brno - Ostrava 1:3  |
| 22. | 8 024  | 30. 07. 2022 | FC Zbrojovka Brno - Slovácko 2:2 |
| 23. | 8 016  | 26. 08. 2017 | FC Zbrojovka Brno - Sparta 2:0   |
| 24. | 7 579  | 14. 08. 2009 | 1. FC Brno - Slovácko 1:0        |
| 25. | 7 528  | 28. 05. 2023 | FC Zbrojovka Brno - Zlín 0:0     |
| 26. | 7 215  | 09. 05. 2007 | 1. FC Brno - Sparta 1:2          |
| 27. | 7 050  | 25. 04. 2004 | 1. FC Brno - Sparta 0:0          |

*) poslední prvoligový zápas před rekonstrukcí Srbské
**) první prvoligový zápas po rekonstrukci MFS Brno - Srbská
Nejvyšší průměrná návštěvnost stadionu byla v sezóně 2007/08 s 4968 diváky na zápas.

## Koncerty
Začátkem června 2019 proběhl na stadionu koncert skupiny Kabát, která zde zahájila Po čertech velký turné.

## Fotogalerie

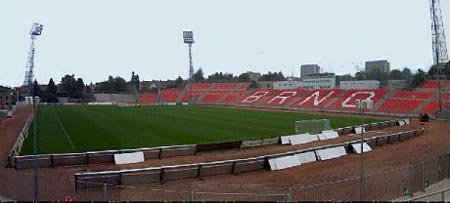
Pohled ze severní tribuny na stadion (září 2007)
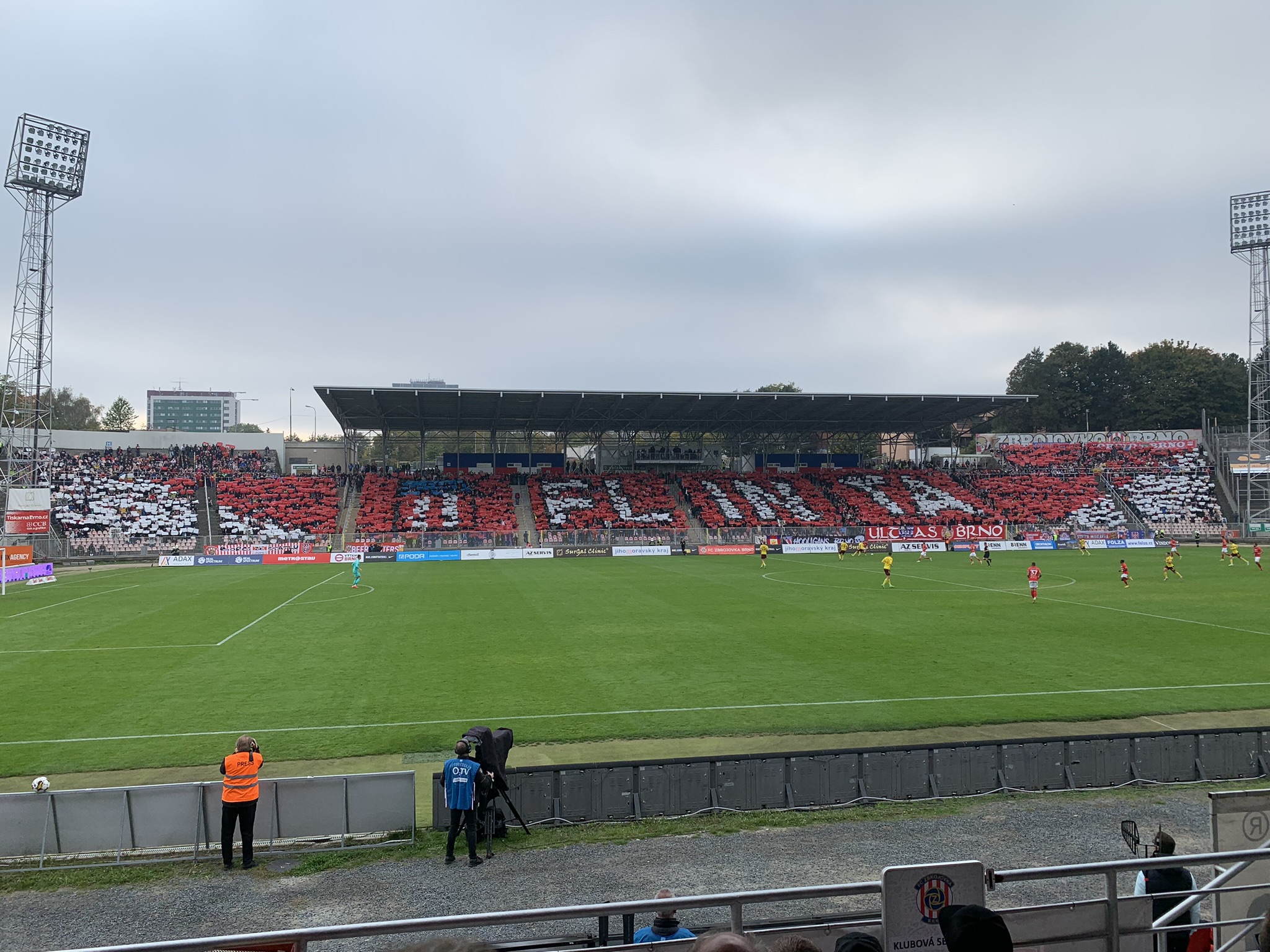
Choreo na západní tribuně (říjen 2022)
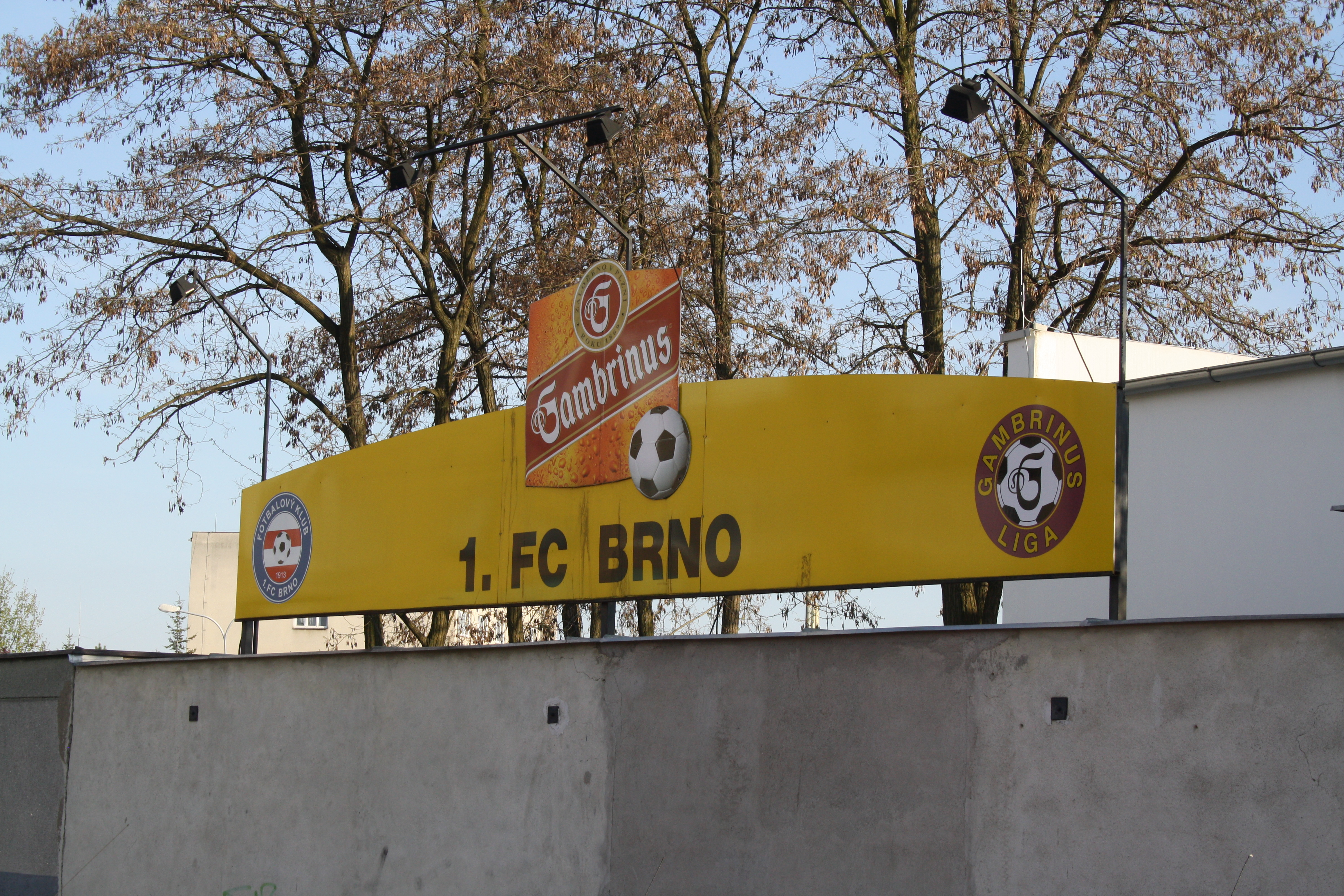
Ligový banner před stadionem (duben 2010)
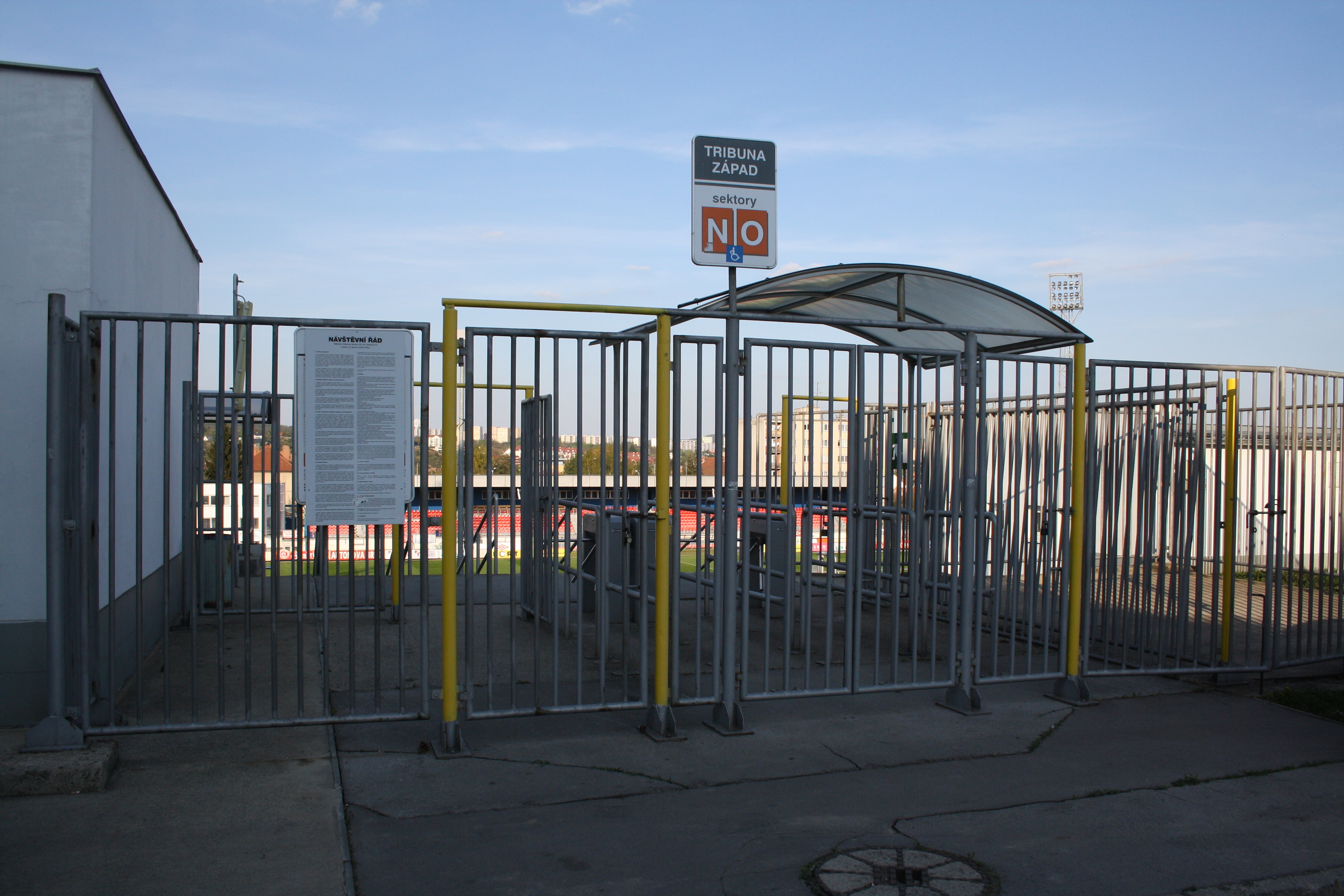
Vstup na západní (protilehlou) tribunu (duben 2010)
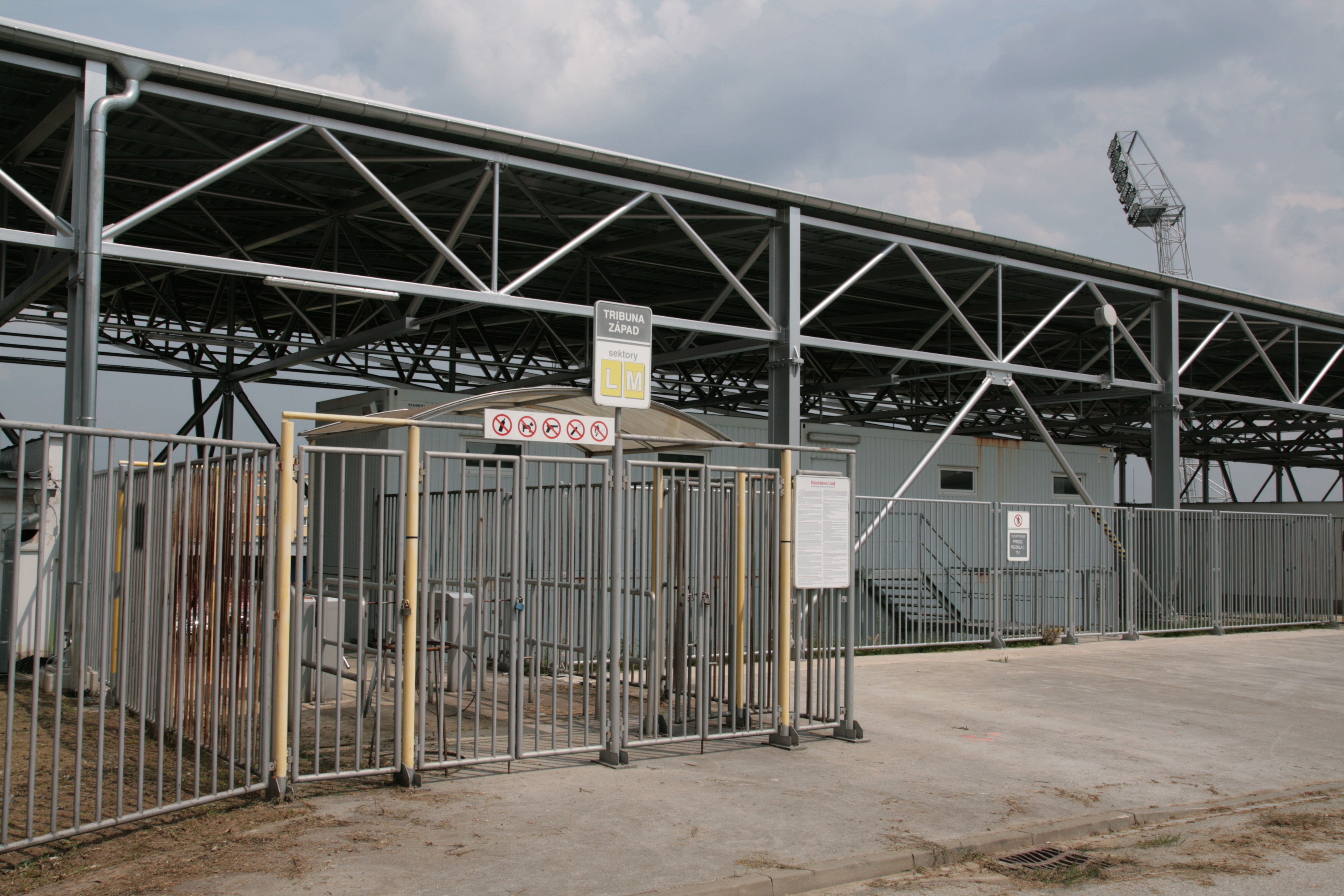
Vstup na západní (protilehlou) tribunu (červenec 2016)
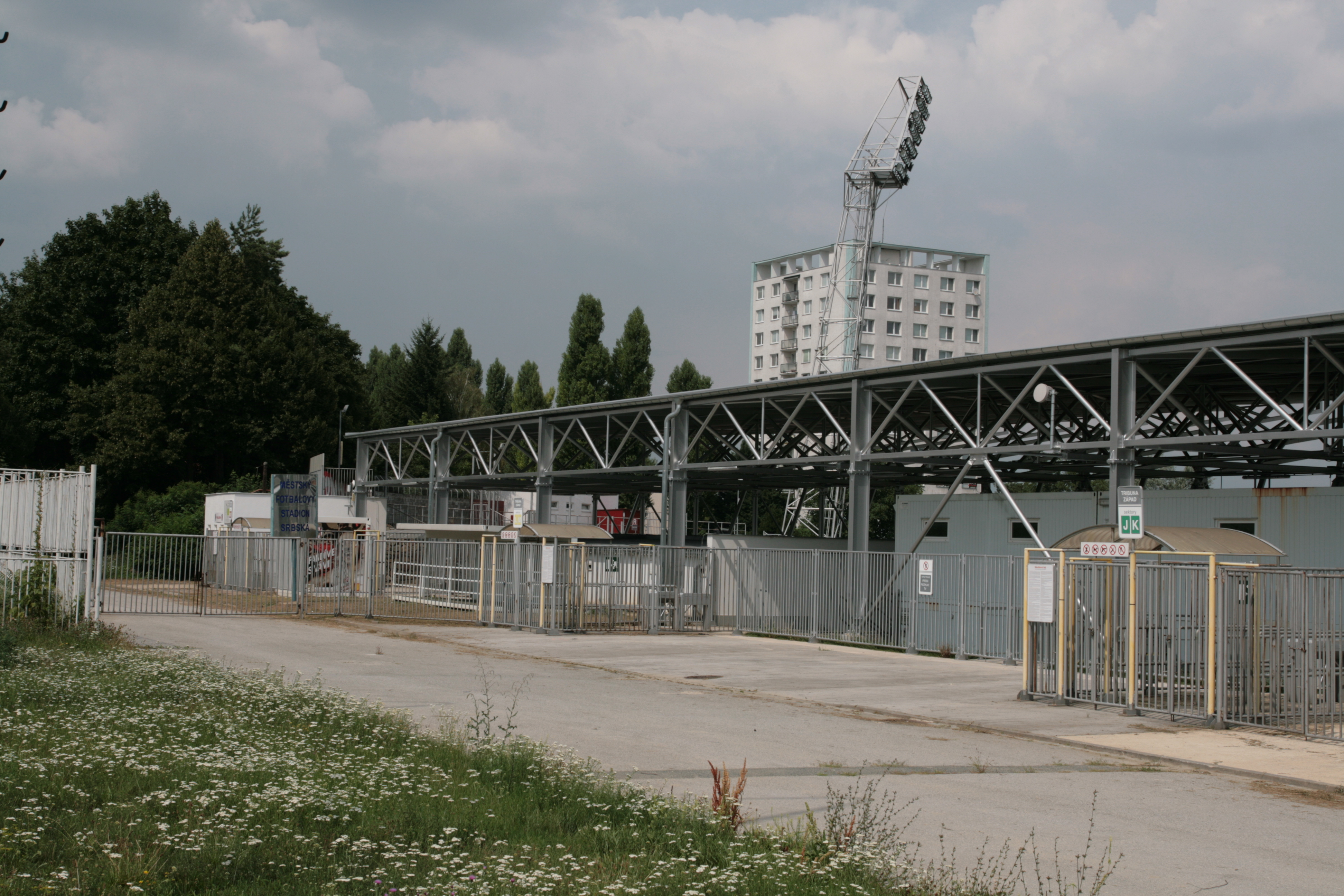
Vstupy na západní (protilehlou) tribunu (červenec 2016)
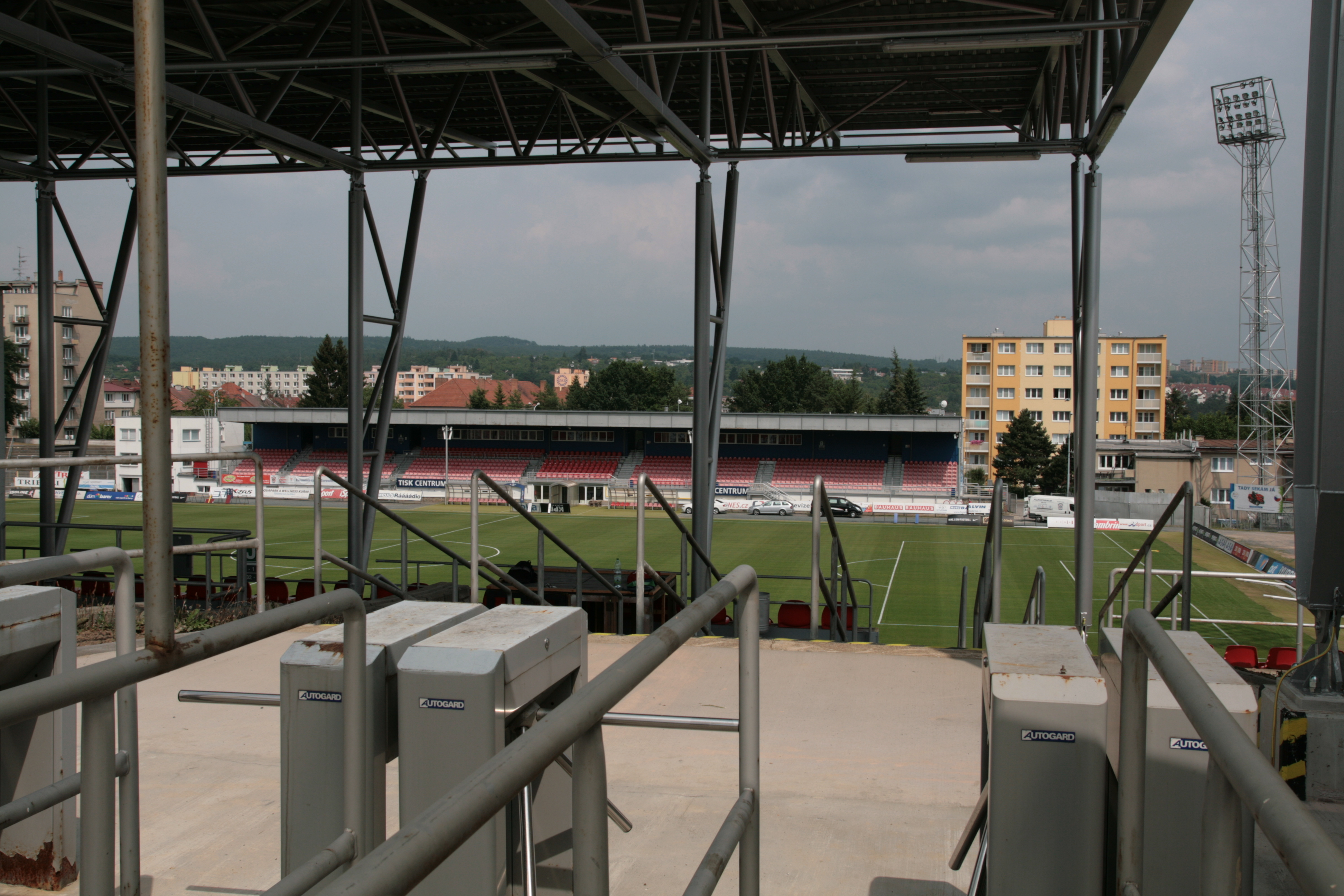
Výhled ze západní (protilehlé) tribuny (červenec 2016)
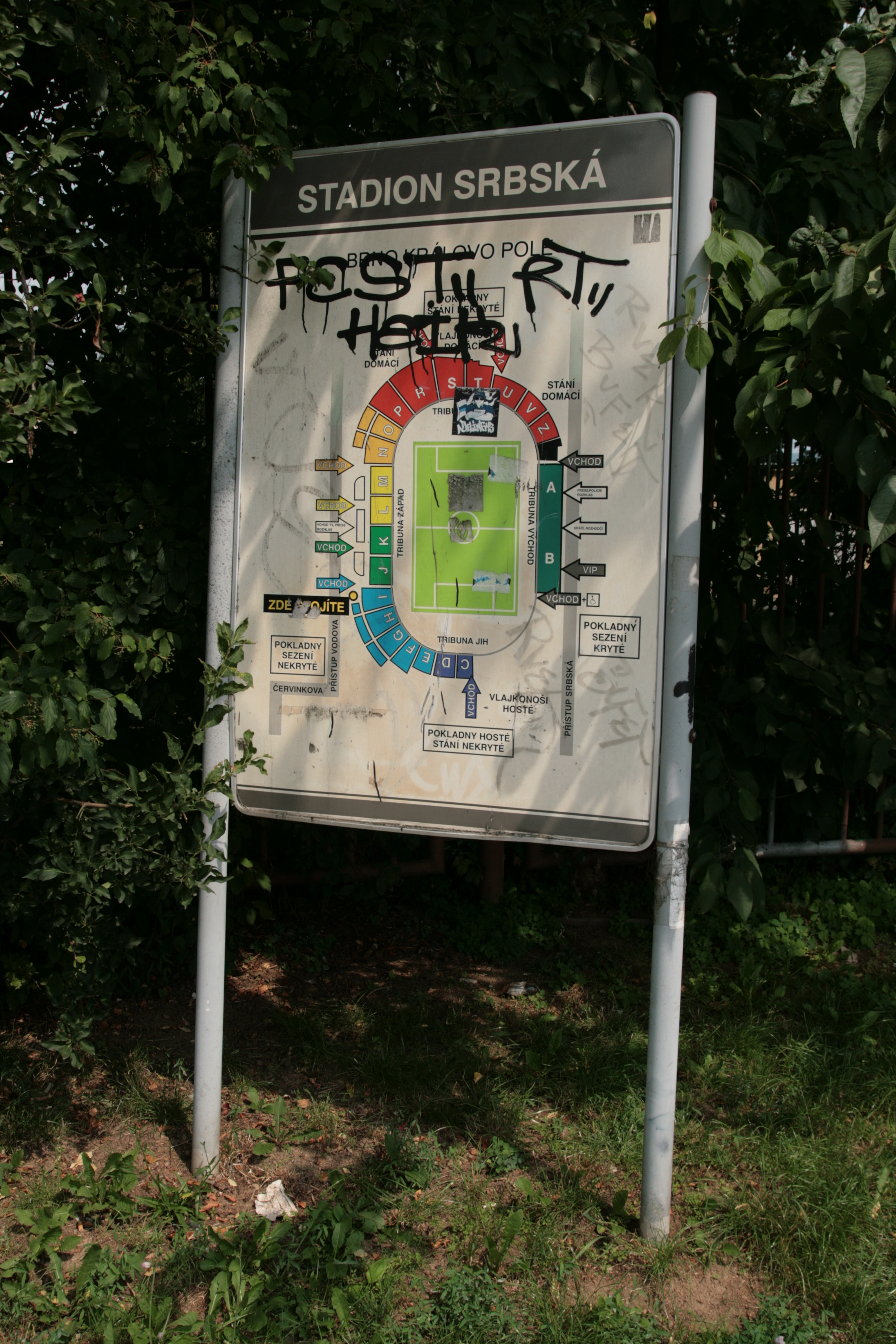
Orientační plán stadionu (červenec 2016)